# Puszkinskaja (stacja metra w Mińsku)
Puszkinskaja (biał. Пушкінская; ros. Пушкинская, Puszkinskaja) – stacja mińskiego metra położona na linii Autazawodskiej.
Otwarta została w dniu 3 lipca 1995 roku.